# 瑟蒙当
瑟蒙当（法語：Semondans，法語發音：[səmɔ̃dɑ̃]）是法国杜省的一个市镇，属于蒙贝利亚尔区。

## 地理
瑟蒙当（47°32'34"N, 6°41'35"E）面积2.77 平方千米，位于法国勃艮第-弗朗什-孔泰大區杜省，该省份为法国东部内陆省份，北起上索恩省，西接汝拉省，东部及东南部与瑞士接壤，东北部与贝尔福地区省接壤。
与瑟蒙当接壤的市镇（或旧市镇、城区）包括：艾布尔、埃舍南、代桑当、赖南。

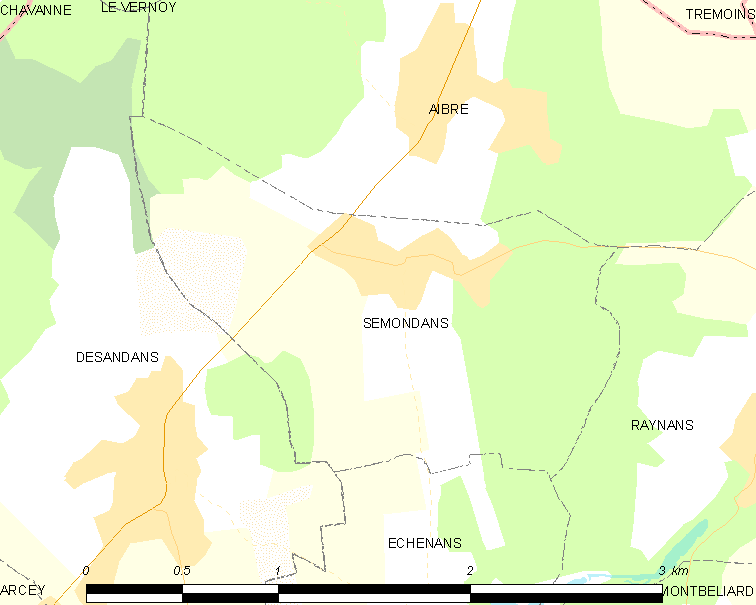
瑟蒙当的OSM定位图

瑟蒙当的时区为UTC+01:00、UTC+02:00（夏令时）。

## 行政
瑟蒙当的邮政编码为25750，INSEE市镇编码为25540。

## 政治
瑟蒙当所属的省级选区为巴旺县。

## 人口

1962-2008年间瑟蒙当人口变化图示

瑟蒙当于2022年1月1日时的人口数量为306人。